# Camponotus siemsseni
Camponotus siemsseni é uma espécie de inseto do gênero Camponotus, pertencente à família Formicidae.